# Georges Azenstarck
Georges Azenstarck (6. září 1934, Paříž – 2. září 2020, Marseille) byl francouzský fotograf.

## Životopis
Azenstarck pracoval jako reportér a fotograf ve společnosti L'Humanité v letech 1956 až 1968, kdy vytvořil sdružení pro reportéry a fotografy po boku svých kolegů Marcela Deliuse, Louise Lucchesiho a Jean-Clauda Seina. Začal také pracovat pro La Nouvelle Vie Ouvrière. Do fotografické agentury Rapho nastoupil v roce 1979 a za prací cestoval do více než padesáti zemí. Byl jedním z mála fotografů, kteří se zabývali problematikou Ratonnades a protesty z května 68 ve Francii. Pro Roger-Viollet pracoval až do svého odchodu do důchodu.
Georges Azenstarck zemřel v Marseille dne 2. září 2020.